# 42
Năm 42 là một năm trong lịch Julius. 